# Bistum Brügge
Das Bistum Brügge (lateinisch Dioecesis Brugensis, niederländisch Bisdom Brugge) ist ein römisch-katholisches Bistum mit Sitz in der belgischen Stadt Brügge. Es besteht seit etwa 450 Jahren und umfasst heute die belgische Provinz Westflandern.

## Geschichte
- 1559: Gründung des Bistums Brügge aufgrund einer Reorganisation der Diözesen in den damaligen habsburgischen Niederlanden (diese umfassten die heutigen Niederlande, Belgien und Nordfrankreich) auf Betreiben von Philipp II. Der Kirchensprengel war zuvor der Diözese Tournai zugeordnet. Unterstellung unter das ebenfalls neu gegründete Erzbistum Mechelen.
- 1801: Auflösung des Bistums Brügge im Zuge der französischen Revolution; der Kirchsprengel wurde dem Bistum Gent zugeordnet.
- 1834: Neugründung der Diözese Brügge durch Ausgliederung aus dem Bistum Gent.

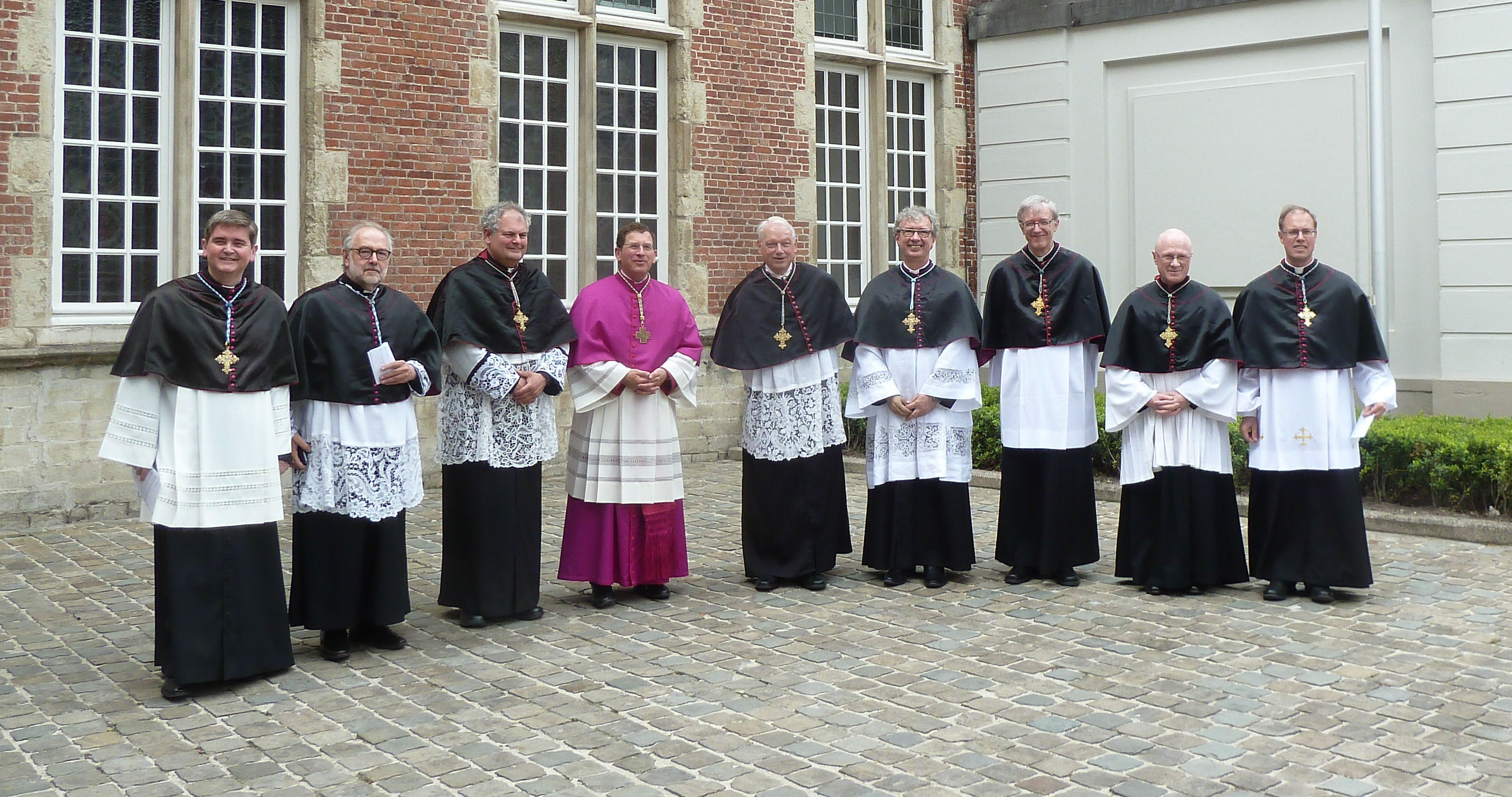
Kapitel und Bischof Lodewijk Aerts

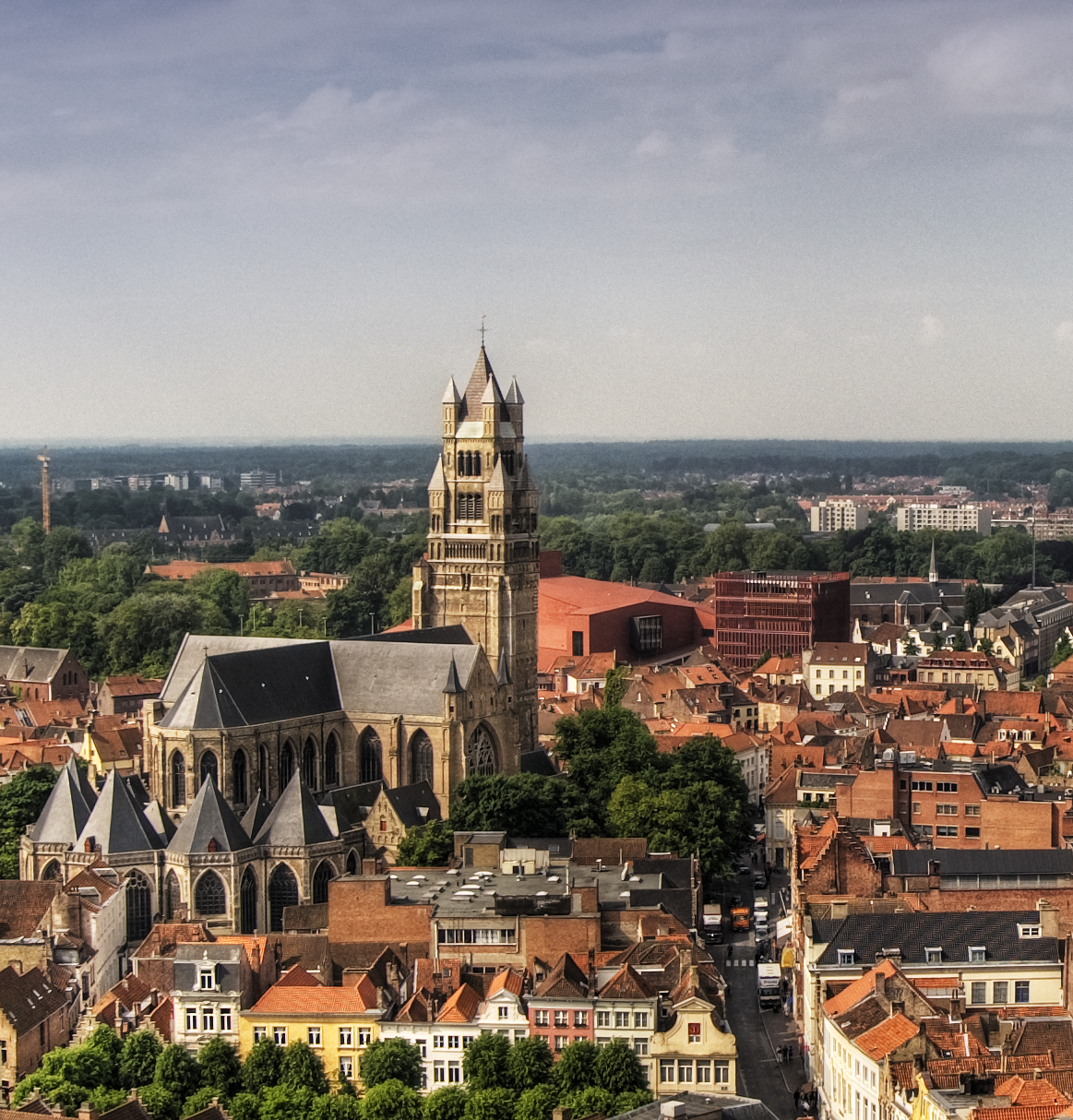
Brügge, Sint-Salvatorskathedraal